# Villa Berg
Villa Berg è un edificio civile situato a Mosca, nel quartiere di Chamovniki, dal 1924 sede dell'Ambasciata italiana nel Paese.

## Storia
I primi riferimenti storici risalgono al 1806 e consistono nel progetto di costruzione di una struttura in legno per la contessa Katerina Petrovna Zotova, composta da 4 isbe.
La costruzione fu distrutta nel corso dell'incendio appiccato a Mosca nel 1812, nel corso della campagna di Russia di Napoleone, per essere poi ricostruita nel 1824. Dopo vari passaggi di proprietà, la villa fu acquistata dal facoltoso Sergej Pavlovič Berg nel 1897, che demolì la vecchia costruzione in legno a favore di una in muratura. Il progetto fu assegnato all'architetto Bojcov, il quale optò per uno stile neoclassico e barocco.
Alle decorazioni interne lavorarono gli architetti Flodini, Adamovič e Dulin e si protrassero fin quasi all'inizio della rivoluzione. La villa rappresentò un concentrato degli ultimi sviluppi della tecnologia: la dimora fu una delle prime nella capitale russa a disporre di campanello elettrico alla porta e di illuminazione elettrica; la sua inaugurazione venne ben presto ricordata come il primo "ricevimento elettrico" di Mosca.
Nel 1918, con la fuga dei Berg verso la Svizzera, la villa divenne la sede della Legazione tedesca, guidata dal ministro Wilhelm von Mirbach, il quale fu assassinato proprio nella villa Berg, nella "Sala Rossa", da due čekisti. Nello stesso anno il palazzo ospitò l'esecutivo dell'Internazionale Comunista e, a partire dal 1920, fu sede di incontri di delegazioni socialiste e organizzazioni operaie provenienti da tutta Europa.
Dopo il riconoscimento dell'Unione Sovietica e l'instaurazione di rapporti diplomatici da parte del Regno d'Italia, nel 1924 divenne la sede dell'ambasciata italiana.